# Пустынная саранча
Пустынная саранча, или африканская саранча (шистоцерка, лат. Schistocerca gregaria) — вид рода Шистоцерки семейства Настоящие саранчовые (Acrididae) подсемейства Cyrtacanthacridinae. Вредитель сельскохозяйственных культур в Африке, Ближнем Востоке и Азии, приносящий серьёзный урон сельскому хозяйству уже на протяжении нескольких тысячелетий. Является возможно самым опасным вредителем из всего семейства Настоящие саранчовые, в основном из-за крайней прожорливости, высокой скорости и дальности перелётов колоний, а также интенсивности размножения (за год успевают развиться 2—5 поколений). Особенно сильно от вредительства пустынной саранчи страдают страны, где сельское хозяйство, в частности урожайность сельскохозяйственных культур, оказывает большое влияние на экономическую обстановку и продовольственную безопасность.

## Ареал
Субтропическая и тропическая зоны Африки, Аравийского полуострова и Индостана.

## Образ жизни
Предпочитает теплый климат и песчаную почву. При обилии пищи ведет одиночный образ жизни, но при дефиците корма образует огромные колонии (насчитывающие десятки миллионов особей), которые начинают активный поиск богатых пищей территорий. Колонии совершают перелёты в основном утром или вечером, на расстояния до 100 км.

### Питание
Питается различными (в том числе сельскохозяйственными) травами, кустарниками, деревьями, поедая их листья, стебли, цветы и плоды. В среднем за день каждая особь съедает количество корма равное её весу.

## Дополнительная информация
В последние годы[уточнить] Locusta migratoria и Schistocerca gregaria начинают обретать некоторое хозяйственное значение, прежде всего как кормовой объект для экзотических домашних животных, и использование этого кормового объекта стремительно набирает популярность. Примечательно, что стоимость 100 шт. предимаго саранчи в зоомагазинах Европы примерна равна или даже превышает стоимость многих культур выращиваемых на 1-га. с\х земель.
Кроме того сама саранча рассматривается[кем?] в первых рядах потенциального порядка видов пригодных для употребления в пищу человеком.
В мире существует уже множество ферм специализированных на разведении саранчи, и они процветают.
Авангардные ученые[кто?] рассматривают разработку мобильных сублиматоров и морозильных установок применимых именно для заготовки саранчи.